# Rocío (fenómeno físico)

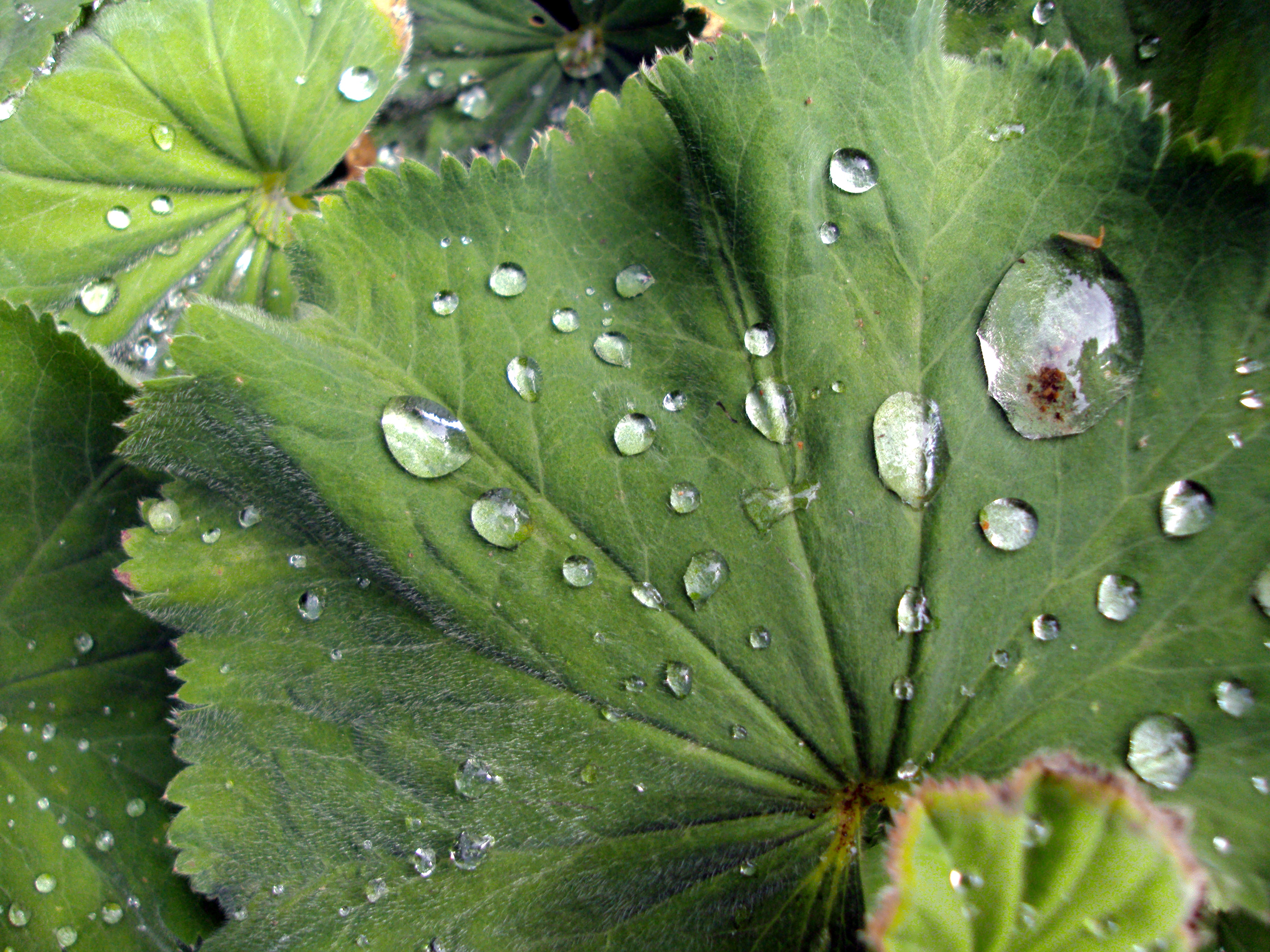
Gotas de rocío sobre una hoja.

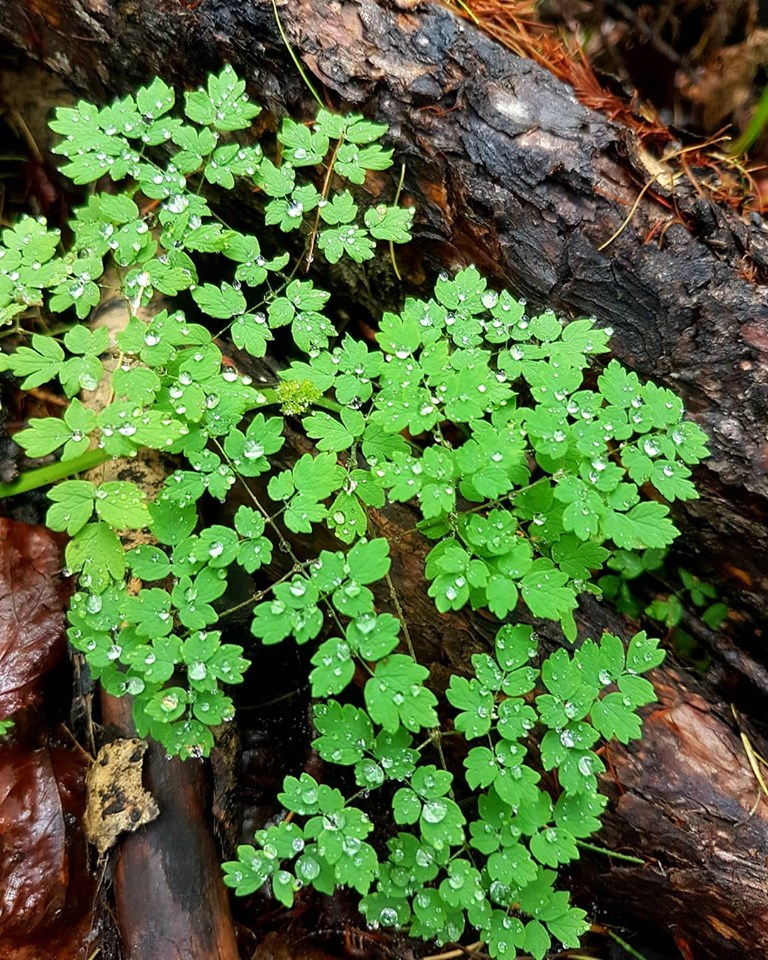
Rocío de la mañana en Siberia.

El rocío o sereno es un fenómeno físico-meteorológico en el que la humedad del aire se condensa en forma de gotas por la disminución brusca de la temperatura, o el contacto con superficies frías. Se habla de rocío en general cuando se trata de condensación sobre una superficie, naturalmente sobre la cubierta vegetal del suelo o artificialmente en un vidrio empañado.
Dado un sistema a una determinada temperatura, existe una única presión de vapor tal que las fases líquida y gaseosa del agua se encuentran en equilibrio (o coexisten) y se denomina presión de vapor de saturación. La presión de vapor de saturación aumenta a medida que aumenta la temperatura a la cual se encuentra el sistema, siguiendo la relación de Clausius-Clapeyron. La saturación no es una propiedad del aire caliente. En la atmósfera, el sistema está conformado por aire seco más vapor de agua (que conforman lo que llamamos aire). Puesto que el aire se encuentra en equilibrio térmico, la temperatura del aire es también la temperatura del vapor y del agua líquida que este contenga. La temperatura a la que el sistema se encuentra saturado se denomina temperatura de rocío. Si el sistema alcanza dicha temperatura, y la misma se encuentra por encima de los 0 °C, entonces se observará la formación del rocío en distintas superficies y, si se dieran las condiciones atmosféricas, podrían también observarse nieblas o neblinas.

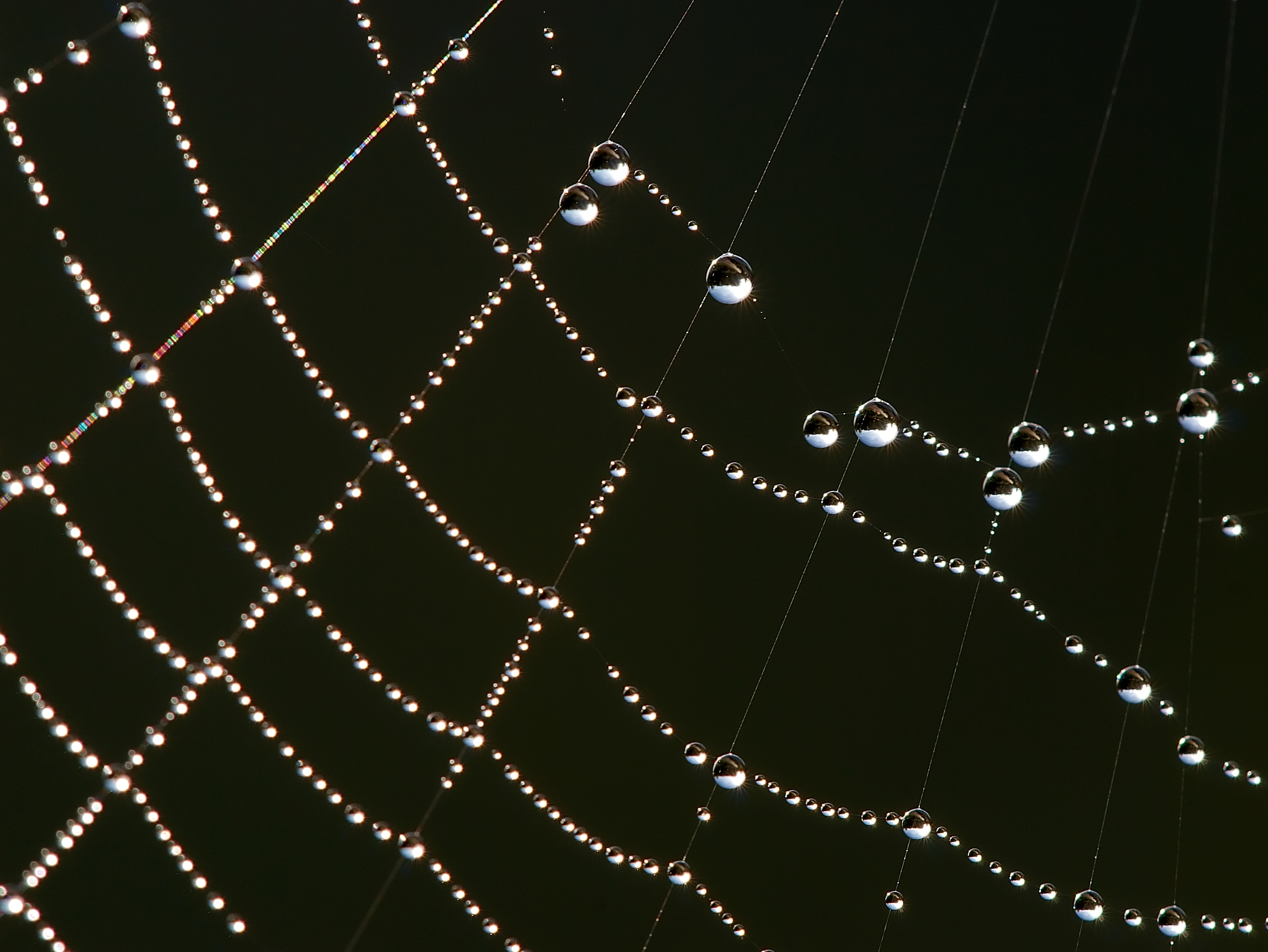
Telaraña con rocío de la mañana, mejorando su visibilidad.

Una de las formas de producción de rocío tiene que ver con el enfriamiento nocturno del suelo (y de la capa de aire adyacente) debido a la pérdida neta de energía por emisión de radiación infrarroja. Esta pérdida de energía es mayor en noches despejadas y frías, cuando el efecto invernadero de las nubes no existe, haciendo posible alcanzar el punto de saturación, formándose rocío. Si la temperatura del aire fuera menor de 0 °C o el punto de congelación del agua, entonces en lugar de rocío se formaría escarcha. El fenómeno físico es el mismo aunque las propiedades físicas son distintas (por ejemplo, el valor del vapor de saturación es distinto si se considera respecto del hielo que respecto del agua líquida).

## Ocurrencia
El enfriamiento adecuado de la superficie suele producirse cuando ésta pierde más energía por radiación infrarroja de la que recibe por radiación solar, lo que ocurre especialmente en las noches despejadas. La escasa conductividad térmica restringe la sustitución de dichas pérdidas desde las capas más profundas del suelo, que suelen estar más cálidas por la noche. Por tanto, los objetos preferidos para la formación de rocío son poco conductores o están bien aislados del suelo, y no son metálicos, mientras que las superficies recubiertas de metal brillante son malos radiadores de infrarrojo. Las condiciones meteorológicas preferidas incluyen la ausencia de nubes y poco vapor de agua en la atmósfera superior para minimizar los efectos de invernadero y suficiente humedad del aire cerca del suelo. Las noches típicas de rocío se consideran clásicamente tranquilas, ya que el viento transporta (de forma nocturna) el aire más cálido de los niveles superiores a la superficie fría. Sin embargo, si la atmósfera es la principal fuente de humedad (este tipo se denomina rocío), se necesita una cierta ventilación para sustituir el vapor ya condensado. Las mayores velocidades óptimas del viento podrían encontrarse en las islas áridas. Sin embargo, si el suelo húmedo que hay debajo es la principal fuente de vapor (este tipo de formación de rocío se denomina destilación), el viento siempre parece adverso.
Los procesos de formación de rocío no limitan su aparición a la noche y al aire libre. También actúan cuando las gafas se empañan en una habitación cálida y húmeda o en procesos industriales. Sin embargo, en estos casos se prefiere el término condensación.

## Importancia

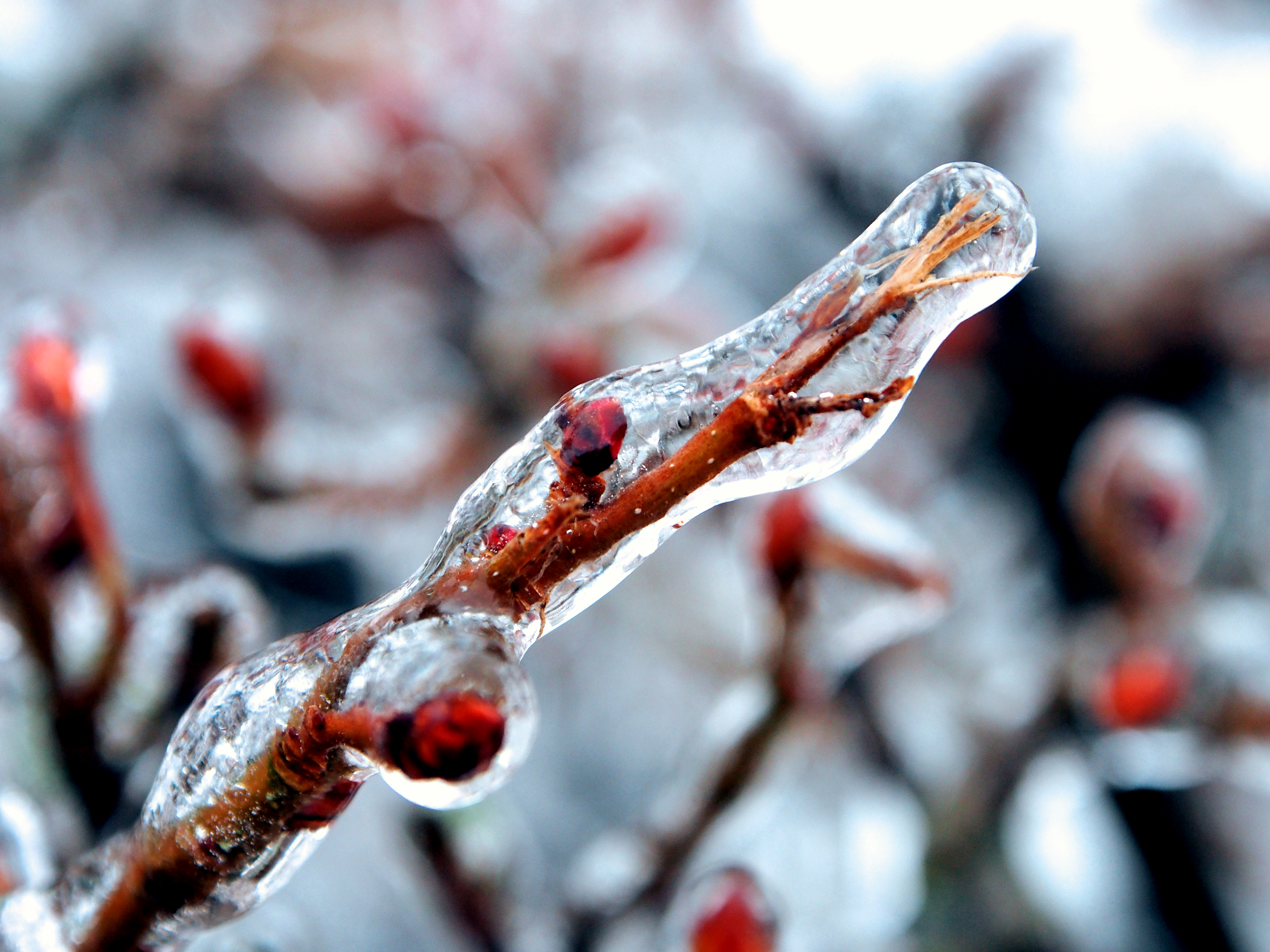
Bajo temperaturas frías, el rocío puede congelarse y formar una capa de hielo sobre plantas y objetos.

Debido a su dependencia del balance de radiación, las cantidades de rocío pueden alcanzar un máximo teórico de unos 0,8 mm por noche; los valores medidos, sin embargo, rara vez superan los 0,5 mm. En la mayoría de los climas del mundo, la media anual es demasiado pequeña para competir con la lluvia. En las regiones con temporadas secas considerables, las plantas adaptadas, como los líquenes o los plantones de pino, se benefician del rocío. Sin embargo, el riego natural a gran escala sin precipitaciones, como en el Desierto de Atacama y el desierto de Namib, se atribuye principalmente al agua de la niebla. En el desierto del Néguev, en Israel, se ha comprobado que el rocío representa casi la mitad del agua que se encuentra en tres especies dominantes del desierto: Salsola inermis, Artemisia sieberi y Haloxylon scoparium.
Otro efecto del rocío es su hidratación de los sustratos fúngicos y de los micelios de especies como los Capuchones de tinta plisados en el césped y la Phytophthora infestans que causa el tizón en las plantas de patata.

## Ecología de las comunidades de rocío
Muchos organismos, plantas, insectos y animales “beben” rocío para vivir o, en ocasiones, sobrevivir, especialmente en regiones áridas y semiáridas, donde a veces es la única fuente de agua durante meses o incluso años.
En determinados desiertos, cálidos o fríos, el aire es muy seco durante el día, en particular porque hay muy pocas o ninguna plantas que evapotranspiren. En cambio, por la noche, el cielo rara vez está nublado, lo que permite, después de que la tierra haya irradiado su calor hacia el cielo al inicio de la noche, un enfriamiento que, antes del amanecer, genera el depósito de rocío nocturno a veces muy abundante. , y a menudo frecuente (por ejemplo: 198 noches al año en el desierto de Negev), lo que permite, por ejemplo, la supervivencia de biopelículas de cianofíceos (Nostocs) y de diversas especies de líquenes.  
Se demostró que en el desierto de Namib, la activación fotosintética impulsada por el rocío proporciona entre el 58% y el 63% de la ganancia total de carbono en tres líquenes epífitos.  El fenómeno desaparece en las altitudes donde el aire frío de la noche es demasiado seco para que se forme rocío, pero allí es la escarcha la que a veces desempeña este papel.
En las zonas costeras áridas del norte de Chile casi nunca llueve, pero la condensación de humedad en el aire del mar es tan intensa que allí existen “oasis de niebla”. Allí se encuentran comunidades de líquenes relativamente hidrofíticos, incluso sobre las espinas de los cactus (donde el efecto punta permite que la espina capture el rocío, que fluye hacia el cactus).
Los episodios de rocío pueden ser raros o estacionales en algunos hábitats áridos, pero el enfriamiento nocturno aún puede aumentar significativamente la humedad y, por lo tanto, activar la fotosíntesis de los líquenes6. Durante el día se midieron hasta 56,7 °C en el Valle de la Muerte del desierto de Mojave, en Estados Unidos, y hasta 78,2 °C en tierra en marzo de 2017 en Dacht-e Lout, supuestamente el lugar árido más caluroso del mundo. Sin embargo, donde la temperatura del día no permite la supervivencia de ninguna planta capaz de capturar el rocío para ponerlo a disposición de los insectos, por ejemplo, encontramos animales (por ejemplo: el escarabajo Stenocara, que adquirió durante la evolución la capacidad de capturar agua del aire condensándolo para beberlo).

### Aspectos históricos
El libro De Mundo (compuesto antes del 250 a. C. o entre el 350 y el 200 a. C.) describía: El rocío es la humedad diminuta en su composición que cae de un cielo despejado; el hielo es el agua congelada en forma condensada de un cielo despejado; la escarcha es el rocío congelado, y el "rocío-escarcha" es el rocío que está medio congelado.
En la mitología griega, Ersa es la diosa y personificación del rocío. Además, según el mito, el rocío de la mañana se creó cuando Eos (tía de Ersa), diosa del amanecer, lloró por la muerte de su hijo, aunque últimamente recibió la inmortalidad.
El rocío, conocido en Hebreo como טל (tal), es significativo en el religión judía por motivos agrícolas y teológicos. El primer día de Pascua, el Paitán, vestido con un kittel blanco, dirige un servicio en el que reza por el rocío entre ese momento y Sucot. Durante la temporada de lluvias entre diciembre y Pascua también hay adiciones en la Amidá para que el rocío bendito venga junto con la lluvia. Hay muchos midrashim que se refieren al rocío como la herramienta para la resurrección final.
En la Torá bíblica o Antiguo Testamento, el rocío se utiliza simbólicamente en (Deuteronomio 32:2): "Mi doctrina caerá como la lluvia, mi discurso destilará como el rocío, como la pequeña lluvia sobre la hierba tierna, y como las lluvias sobre la hierba".

### Rocío primordial

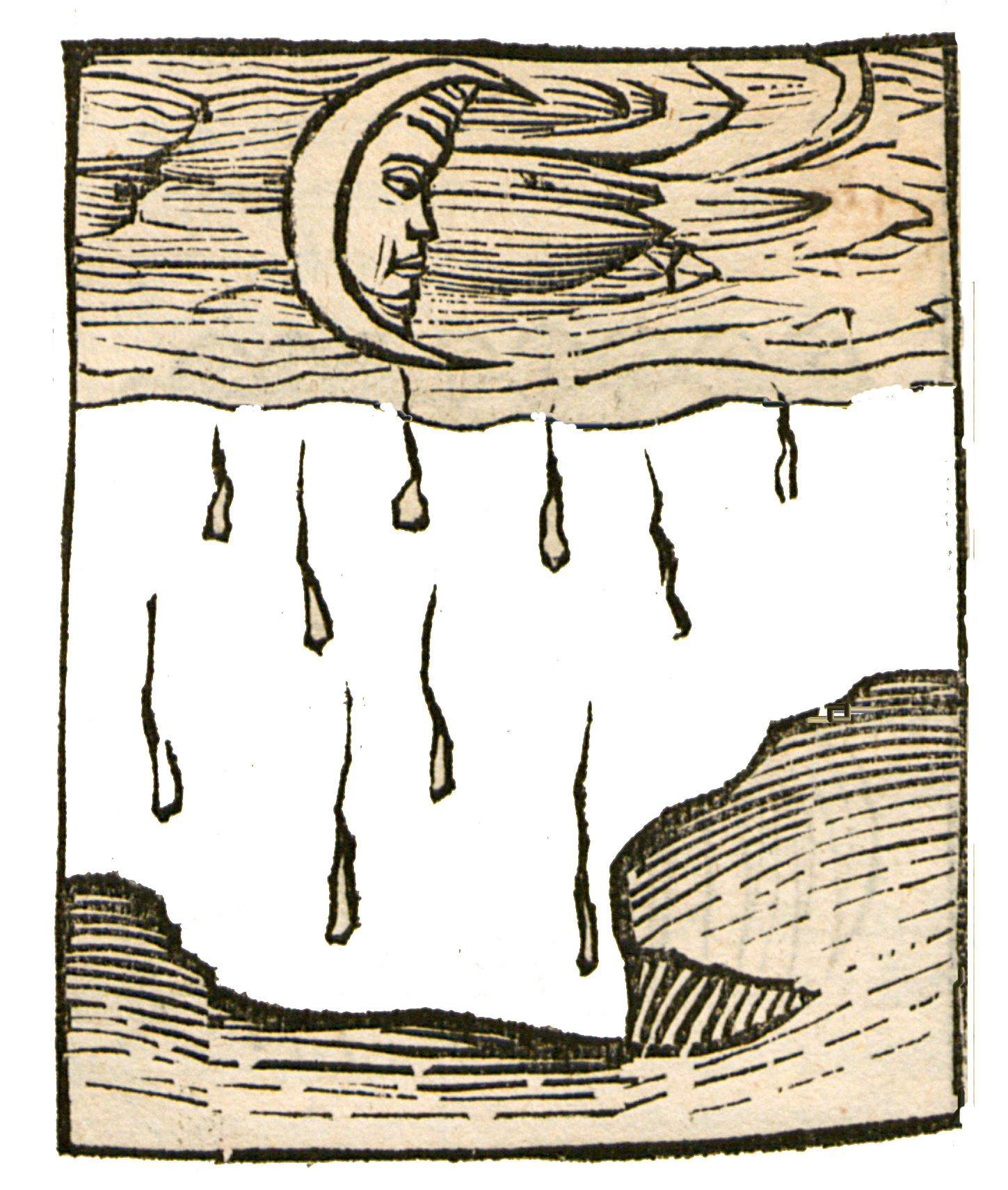
Rocío primordial "Maientau". Pequeño libro de destilación. 1500. Obra de Hieromymus Brunschwig.

Hieromymus Brunschwig escribió en 1500 en su Pequeño libro de destilación sobre el "meigen dow".  Con ello se refería al rocío que a mediados de mayo, cuando la luna estaba creciente, en una mañana clara, despejada y luminosa, antes de que el sol saliera del todo y no hubiese llovido el día anterior ni durante la noche, se veían los paños de lino blanco de los prados que estaban llenos de flores nobles y estaban lejos de los extremos húmedos lo más cerca posible de las montañas. Los paños se exprimían y el agua obtenida se destilaba con un alambique en el Marienbad (Baño maría). Brunschwig recomendó esta agua contra las impurezas de la piel. Además, servía como disolvente para producir destilados de plantas secas.
Un manuscrito del suroeste de Alemania del siglo XV recomendaba recoger esta agua en la noche del solsticio de verano:
"Para todos los que están esperando, no hay nada más que hacer. Espere una noche en el solsticio de verano, y salga por la noche desde su cocina y tome una vela y déje afuera un paño de lino y tendrá por la mañana una cuchara llena de agua. Si una mujer ſwanger también es útil".
Para los alquimistas, el rocío de mayo servía para producir la materia primordial. Lo consideraban agua impregnada de semilla astral.

## Recolección artificial
La recolección de rocío permite potencialmente la disponibilidad de agua en zonas donde faltan condiciones meteorológicas de apoyo, como la lluvia. Se ha pensado que varios dispositivos creados por el hombre, como las antiguas grandes pilas de piedra en Ucrania, las medievales en el sur de Inglaterra y las cubiertas de piedra volcánica en los campos de Lanzarote, son dispositivos de captación de rocío, pero podría demostrarse que funcionan según otros principios. En la actualidad, la Organización Internacional para la Utilización del Rocío (OPUR,  International Organization for Dew Utilization) está trabajando en condensadores eficaces, basados en láminas, para regiones donde la lluvia o la niebla no pueden cubrir las necesidades de agua durante todo el año.
El Instituto de India para la Gestión en Ahmedabad (IIMA, Indian Institute of Management Ahmedabad) ha realizado sistemas de recolección de rocío a gran escala, con la participación de OPUR en la región costera y semiárida de Kutch. Estos condensadores pueden recoger más de 200 litros (de media) de agua de rocío por noche durante unas 90 noches en la temporada de rocío de octubre a mayo. El laboratorio de investigación del IIMA ha demostrado que el rocío puede servir como fuente suplementaria de agua en las zonas áridas costeras.
Se ha propuesto un plan de recogida de rocío a gran escala. El plan prevé la circulación de agua de mar fría en colectores de EPDM (ethylene propylene diene monomer rubber, caucho etileno-propileno-dieno) cerca de la orilla del mar. Estos condensan el rocío y la niebla para suministrar agua potable limpia. Otros estudios más recientes muestran la posible integración en el tejado de los dispositivos de recogida de rocío.

## Medición
Un dispositivo clásico para la medición del rocío es el drosómetro. Una pequeña superficie de condensación (artificial) se suspende de un brazo unido a un puntero o una pluma que registra los cambios de peso del condensador sobre un tambor. Sin embargo, además de ser muy sensible al viento, éste, como todos los dispositivos de superficie artificial, sólo proporciona una medida del potencial meteorológico para la formación de rocío. La cantidad real de rocío en un lugar concreto depende en gran medida de las propiedades de la superficie. Para su medición, se colocan plantas, hojas o columnas enteras de suelo en una balanza con su superficie a la misma altura y en el mismo entorno que se produciría de forma natural, proporcionando así un pequeño lisímetro. Otros métodos incluyen la estimación mediante la comparación de las gotas con fotografías estandarizadas, o la medición volumétrica de la cantidad de agua limpiada de la superficie. Algunos de estos métodos incluyen la gotación, mientras que otros sólo miden la caída de rocío o la destilación.